# Емона
Емóна е село в Източна България. Намира се в община Несебър, област Бургас. През 2021 г. е включено в общ референдум за преминаване към нова община Обзор, но по-голямата част от участниците в него от селото гласуват против.

## География
Село Емона е разположено в северозападната част над нос Емине. Намира се на 39 km от общинския център Несебър, на 68 km от областния център Бургас и на 17 km от град Обзор.

## История
Село Емона носи името си от древногръцкото име на Стара планина Аемон. Местността Иракли е наречена така от преселници гърци, в памет на местността, от която идват – Ераклеа в днешна Гърция.
Тези земи са менили имената си в зависимост от историческите периоди. Ераклеа Понтика са се наричали земите от Месемврия до Констанца. В по-късен период развитието на корабоплаването и търговията води до разцвет на този район, наречен тогава Навлох (Naulochus, старогр. пристанище), което прераснало в четири пристанищни селища – днешните Бяла, Обзор, Иракли и Емона в близост до края на Стара планина – HAEMI EXTREMA.
Първите исторически сведения за региона, в които Емона се споменава като град, са от VII в. През VIII – XIV в. пристанището на Емона е известно на мореплавателите, а носът се среща на много карти от XVII в. Районът около средновековния град Емона е бил силно развит. На югоизток на около километър и половина от селото се намира и църквата „Свети Никола“, обявена за паметник на културата. Тя е част от средновековния манастир „Св. Никола“, създаден около Х в. През 1805 г. манастирът е разрушен от кърджалии, но впоследствие възстановен.
Останки от предишните сгради и сега се откриват в близост до отвесните скали, с които планината слиза в морето. Антична, късноантична и средновековна крепост „Аристеум“/ „Емона“ се е издигала в местността „Старата крепост“. Намирала се е на мястото на днешния фар. Останките и са открити при строежа на фара. В днешно време са почти заличени. През 1278 г. е завладяна от византийците, през 1366 г. от савойците. През 1367 г. жителите на Емона се вдигнали на бунт и прогонили чуждоземния гарнизон. В края на 1369 г. и началото на 1370 г. крепостта е във владение на Деспот Добротица. През 1388 – 1389 г. е завладяна от турците, а окончателно е унищожена през март 1453 г.
Останки от крепостта Емона са регистрирани от К. Шкорпил при изкопни работи през 1888 г. на нос Емине. Разкрити са части от крепости стени, но системни археологически проучвания не са предприемани. Първото сведение за Емона дължим на Идриси, който я поставя между Поморие и
Варна.
На нос Емине е била разположена крепост – Палеокастро (Стара крепост) или античното „Аристеум“. Намирала се е на мястото на днешния фар, останките ѝ са открити при строежа на фара. В днешно време са почти заличени. Фарът на нос Емине е открит на 15 декември 1880 г., кулата е висока 9,4 метра.
Крепостта Емона е била обект на множество нападения и завоевателски нашествия. При едно от тях тя пада във владение на граф Амадей Савойски, но няколко месеца по-късно местните жители прогонват завоевателите. Градът и неговите заселници на няколко пъти са се местили нагоре в планината поради честите набези на пирати.
Упадъкът на Емона започва по време на османското владичество и с течение на времето крепостта е разрушена. С трудно достъпно за големи кораби пристанище, Емона остава настрани от бурния икономически растеж на новоосвободените територии на Княжество България в края на XIX в. Вековните дъбови гори в региона са били изсечени и преработени в дървени въглища по време на Османското владичество и бреговете оголени. Последните хроники описват Емона като градче, а някъде се говори за село от 1000 къщи.
В началото на ХХ в. голяма част от местното население – наследници на понтийски гърци, се изселват в Гърция, а в техните къщи се настаняват изселени българи от Турция. Селото е било с училище, читалище, с развито животновъдство и земеделие. През годините на социализма селото попада в гранична зона и достъпът до него е ограничен.

## Население

### Етнически състав
Преброяване на населението през 2011 г.
Численост и дял на етническите групи според преброяването на населението през 2011 г.:
|                     | Численост |
| Общо                | 37        |
| Българи             | 33        |
| Турци               | -         |
| Цигани              | -         |
| Други               | -         |
| Не се самоопределят | -         |
| Неотговорили        | 1         |

## Културни и природни забележителности
В близост до селото се намира защитена местност Иракли.
В селото се намират църквите „Св. Димитър“ и „Св. Никола“.
Нос Емине е най-източната част на Стара планина и разделя условно българското черноморие на северно и южно. Нос Емине е крайната точка от международния туристически маршрут Е-3, свързващ Атлантическия окен и Черно море. Българската част от маршрута Е-3, е по-популярна като връх Ком-нос Емине.
Плажът на Иракли привлича през лятото стотици любители на къмпинг летуването. В землището на село Емона е и защитената местност „Иракли“. Липсата на хубав път от първокласния път Бургас – Варна до село Емона е основна причина селото да запази своя автентичен облик, но това възпрепятства развитието на селски туризъм и възможността за други стопански дейности, които да допринесат за съчетаването на чудесна природа и качествени туристически услуги.

## Редовни събития
Ежегодно се организира седмица на културата и изкуствата „АРТ Емона“, която събира на импровизирани сцени в селото изтъкнати музиканти, артисти и художници. Постъпленията от бенефиса се използват за реставрирането на църквата „Св. Никола“.

## Галерия
- Село Емона

- Нос Емине